# Bradytoma lineata
Bradytoma lineata is een keversoort uit de familie Ptilodactylidae. De wetenschappelijke naam van de soort is voor het eerst geldig gepubliceerd in 1921 door Pic.